# Smiley (Sänger)

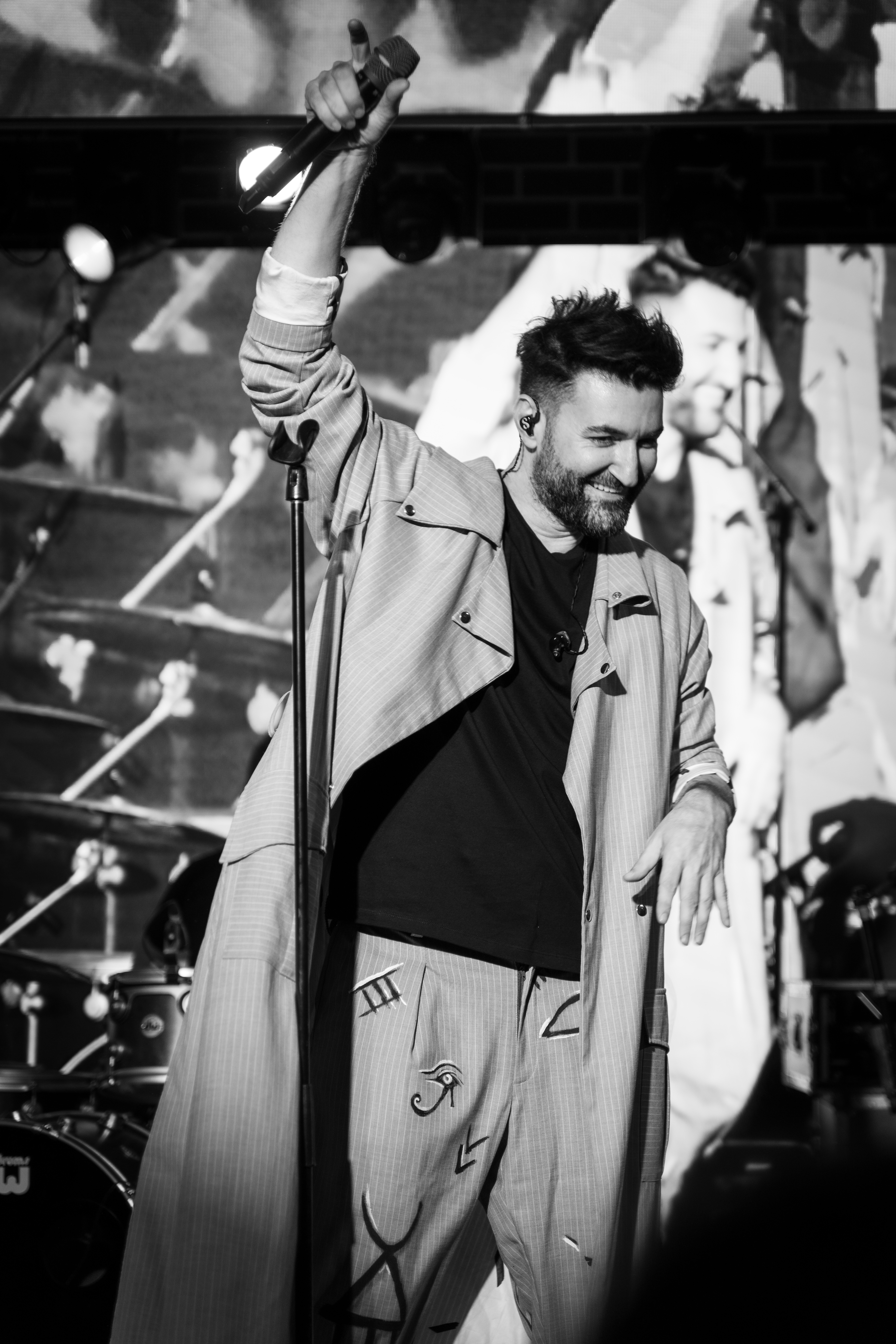
Smiley (2022)

Andrei Tiberiu Maria (* 27. Juli 1983 in Pitești; bekannt unter seinem Pseudonym Smiley) ist ein rumänischer Pop- und Dance-Sänger, Komponist, Musikproduzent, Fernsehmoderator und Schauspieler.
Er war von 2001 bis 2011 Mitglied der rumänischen Breakdance-Band Simplu. Sein Solodebüt feierte Maria 2012 mit Dead Man Walking. 2009 zog er von seiner Heimatstadt Pitești nach Bukarest um, wo er seine eigene Plattenfirma HaHaHa Production gründete. Mit sieben Nummer-eins-Hits in Folge gilt er in Rumänien als einer der erfolgreichsten Sänger; zudem wurde er mit einigen Auszeichnungen nominiert, darunter einige Male mit dem Romanian Music Award for Best Live.

## Biografie

### 1983 bis 2001
Andrei Tiberiu Maria wurde 1983 in Pitești im Kreis Argeș als eheliches Kind einer wohlhabenden rumänischen Familie geboren. Seine Familie gehört dem Evangelikalismus an, was auf seinen Nachnamen zurückzuführen ist. Schon im Alter von zehn Jahren entwickelte er Interesse für Musik. Seine Mutter entdeckte früh seine musikalischen Fähigkeiten und meldete ihn an der Dinu-Lipatti-Musikschule an, wo Maria dann später Musikunterricht nahm.
Nach seinem Abschluss an der Realschule in Pitești studierte er drei Jahre Musik an der Universität in Bukarest und begann nebenbei Gitarre zu spielen. Maria war Mitglied in der Jugendband Millenium 3, die von ihm und zwei weiteren Freunden gegründet wurde. Währenddessen wurde Ioan Gyuri Pascu auf Maria aufmerksam. Nach Auflösung der Band unterschrieb er einen Plattenvertrag bei Pascu. Dies bedeutete den Anfang seiner Karriere.

### 2000 bis 2011: Simplu
Zu Beginn des Jahres 2000 traf er auf einer Veranstaltung in Bukarest seinen früheren Freund CRBL (Mit bürgerlichem Namen Eduard Mihail Andreianu). Nach der Veranstaltung unterhielten sich die beiden und Andreianu hatte die Idee, eine Band zu gründen. Zuvor hatte Maria auf Mitgliedschaft bei der Dance-Band Akcent angefragt, jedoch wurde die Gruppe schon durch Marius Nedelecu, Mihai Gruia und Sorin Brotnei besetzt, sodass Maria letztendlich mit Andreianu, Ionut Dumitru (Piticu), Viorel Alexe (Francezu) und Laurențiu Ionescu (Omu Negru) im gleichen Jahr eine Breakdance-Gruppe unter dem Namen Simplu gründete.
Nach der Gründung war Maria als Leadsänger tätig und Andreianu, Dumitru, Alexe und Ionescu als Backgroundsänger. Zusammen veröffentlichte die Gruppe elf Studioalben: Provocarea (2000), X-trem de Simplu (2001), Oare știi (2002 als normale CD und als Special Edition), Zece (2004), Simply ReMiXes (2005), RMX Simplu (2006), Best Of Simplu (2006), Oficial îmi merge bine (2006), Puppet (2009) und Dance or die trying (2009). Die Gruppe erlangte ihr Debüt mit den Liedern Să zburăm spre cer ("Lass uns gen Himmel fliegen"), O secundă (Eine Sekunde) und Jumătatea ta ("Deine Hälfte"). 2003 wurden mit dem MTV Europe Music Award in der Kategorie „Best Choreography“ ausgezeichnet.
2007 wählte die Selecta Naționala, die für die Qualifizierung des Eurovision Song Contest zuständig ist, Simplu für den Vorentscheid zum Eurovision Song Contest 2007 in Finnland aus. Mit der Sängerin Andra interpretierten die fünf Sänger das von Marius Moga komponierte Lied Darcula, my love vor, wurden jedoch disqualifiziert, da der Song bereits auf schon während der Premiere der MTV Romania 2005 vorgetragen wurde.
2011 beschlossen die Mitglieder, Simplu aufzulösen und sich einer Karriere als Solokünstler zu widmen.

### Seit 2007: Karriere als Solokünstler und Schauspieler
Während seiner Mitgliedschaft bei Simplu begann Maria, eigene Songs zu schreiben und diese zu veröffentlichen, da er bereits in den Anfangsjahren innerhalb der Gruppe als Leadsänger Bekanntheit erlangt hatte.
Sein erstes eigenes von ihm teils produzierte und 2008 erschienene Debütalbum În lipsa mea ("In meiner Abwesenheit") erschien 2008. Es wurde mit einer goldenen Schallplatte und später bei der Verleihung der Romanian Music Awards als bestes Album ausgezeichnet. Der erste Track auf dem Album erhielt ebenfalls eine Auszeichnung als bester Song.
Von 2007 bis 2008 war Maria in der rumänischen TV-Serie One Step Ahead zu sehen. Am 9. Dezember 2008 erschien ein Film, der über das Leben von Smiley innerhalb der Gruppe berichtet. Maria spielt in dem Film sich selbst und muss zwischen wahren Freunden und dem internationalen Ruhm entscheiden. Dabei gerät er immer wieder in verzwickte Situationen.
Etwa zwei Jahre danach veröffentlichte Maria sein zweites Studioalbum Plec pe Marte ("Verlassen auf dem Mars"), welches als bestes Pop-Dance-Album nominiert wurde. Die Single Plec pe Marte mit Sänger Cheloo erklomm Platz eins in den Românian Airplay 100.
Im selben Jahr bildete sich das jetzige Elektro- und Dance-Duo Radio Killer, das von Smiley selbst ins Leben gerufen wurde. Die Besetzung zur Zeit der Gründung bis heute besteht aus Serban-Ionut Cazan alias EleFunk, Paul Damixie, Alex Velea alias Crocodealer, DJ Cell Bock, Karie, Don Baxter alias Boogie-Man und der Sängerin Cătălina Ciobanu alias LeeHeart.
Mit der Debütsingle Voilà gelang der Gruppe erstmals der internationale Durchbruch. Heute sind Radio Killer besonders in Russland, Italien, Spanien, Frankreich, Großbritannien, Slowenien und Griechenland erfolgreich.

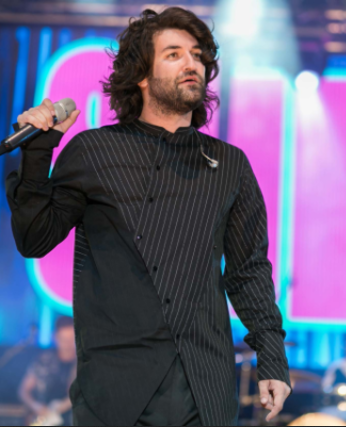
Smiley 2016

Im Jahr 2012 gelang ihm mit Dead Man Walking ein internationaler Nummer-eins-Hit. Der Song erreichte für drei Wochen Platz eins in den rumänischen Charts. Auch in Bulgarien, Ungarn und in vielen weiteren südosteuropäischen Staaten erreichte Dead Man Walking hohe Chartpositionen. Nach Angaben der rumänischen Website Mediaforest.ro war das Lied das meistgespielte 2012 in den Radio- und Fernsehsendern des Landes.
Auch der nachfolgende Song Cai verzi pe pereți ("Grüne Pferde auf den Wänden") in Zusammenarbeit mit dem Sänger Alex Velea und dem Produzenten Don Baxter stieg in den Charts auf Platz eins in den Romanian Top Ten und wurde 2013 mit einem Romanian Music Award in der Kategorie „Best Video“ ausgezeichnet. Im selben Jahr gewann Maria bei der Verleihung den MTV Europe Music Award in Amsterdam in der Kategorie „Best Romanian Act“.
Die Mitte 2015 veröffentlichten Singles Oarecare ("Einige") und Pierdut buletin ("Verlorener Ausweis") im Duett mit DOC & Motzu konnte sich auf Platz eins in den Romanian Top Ten platzieren.

### Karriere als Musikproduzent,HaHaHa ProductionundVocea României
2009 gründete Maria in Bukarest seine eigene Plattenfirma HaHaHa Production. Einige rumänische Sänger und Sängerinnen, darunter das Dance-Duo Radio Killer, Alex Velea, Mihai Ristea, Sore Mihalache, Shaka Muv und Cabron, unterschrieben kurze Zeit nach der Gründung dort ihren Plattenvertrag. Nebenbei ist Maria auch als Musikproduzent tätig, so produzierte er einige Lieder und Kompilationen für Puya, Delia, Elena Gheorghe, CRBL, Anda Adam, Andreea Bănică, Andra und auch für die italienische Sängerin In-Grid. Heute (Stand 2016) gibt es ca. fünf Tonstudios, im Haupttonstudio in Bukarest sind rund 40 Mitarbeiter beschäftigt.
Seit der ersten Staffel von Vocea României, der rumänischen Version von The Voice, die am 27. September 2011 ausgestrahlt wurde, vertritt Maria u. a. neben Loredana Groza, Marius Moga und Horia Brenciu die Jury. Nach der ersten Staffel, die am 26. Dezember endete, erhielt Maria den Sieg als Coach, nach dem sein erster Kandidat Ștefan Stan gesiegt hatte. In den nachfolgenden Staffeln erreichte er mit seinem Team jeweils den dritten oder vierten Platz. Im Dezember 2016 gab der rumänische Fernsehsender Pro TV bekannt, dass die Castingshow um eine siebte Staffel verlängert wird, die 2017 ausgetragen wurde.

## Diskografie

### Alben

#### Mit Simplu
- 2000: Provocarea
- 2001: X-trem de Simplu
- 2002: Oare știi
- 2004: Zece
- 2005: Simply ReMiXes
- 2006: RMX Simplu
- 2006: Best Of Simplu
- 2006: Oficial îmi merge bine
- 2009: Puppet
- 2011: Dance or die trying

#### Solo
- 2008: În lipsa mea
- 2010: Plec pe Marte
- 2013: Acasă

### Singles
- 2007: În lipsa ta (feat. Uzzi)
- 2008: Preocupat cu gura ta
- 2008: Am bani de dat
- 2008: Hooky Song (feat. Andreea Bănică)
- 2009: Designed to love you
- 2009: Be free (feat. Radio Killer)
- 2010: Plec pe Marte (feat. Cheloo)
- 2010: Love is for free (feat. Pacha Man)
- 2010: Lonely Heart (feat. Radio Killer)
- 2011: Dream Girl
- 2012: Dead Man Walking
- 2012: Cai verzi pe pereți (feat. Alex Velea & Din Baxter)
- 2013: Dincolo de cuvinte (feat. Alex Velea)
- 2013: Criminal (feat. Kaan)
- 2013: Acasă
- 2013: Dă-o tare (feat. Cabron & Guess Who)
- 2014: Nemuritori
- 2014: I wish
- 2015: Oarecare
- 2015: Pierdut buletin (feat. DOC & Motzu)
- 2016: Insomnii
- 2016: Sleepless
- 2016: Îndrăgostit (deși n-am vrut)
- 2016: În stație la lizeanu (feat. Damian & Brothers)
- 2017: Flori de plastic
- 2017: De unde vii la ora asta?
- 2017: Ce mă fac cu tine de azi? (feat. Guess Who)
- 2017: Pierdut printre femei
- 2017: Vals
- 2017: O poveste
- 2019: Jumatate (Sore & Feli)
- 2019: Song About Nothing
- 2019: My Love

## Filmografie

### Als Darsteller
- 2006: Meseriașii
- 2007–2008: One Step Ahead
- 2008: Un film Simplu
- 2011: Patin
- seit 2011: Românii au Talent
- 2014: Selfie

### Als Juror
- 2010: Fii o vedetă Disney Channel
- seit 2011: Vocea României

### Gastauftritte
- 2008: Dansez pentru tine

## Preise und Nominierungen
Gewonnen
Romanian Music Awards
- 2011: in der Kategorie „Best Male“ für Love is for Free (mit Radio Killer)

MTV Europe Music Awards
- 2013: in der Kategorie „Best Romanian Act“

Nominiert
Romanian Music Awards
- 2010: in der Kategorie „Best Live“
- 2010: in der Kategorie „Best Male“ für Plec pe Marte (mit Cheloo)
- 2010: in der Kategorie „Best Pop“ für Plec pe Marte (mit Cheloo)
- 2010: in der Kategorie „Best Video“ für Plec pe Marte (mit Cheloo)
- 2011: in der Kategorie „Best Live“
- 2011: in der Kategorie „Best Song“ für Love is for Free (mit Radio Killer)
- 2011: in der Kategorie „Best Video“ für Dream Girl
- 2012: in der Kategorie „Best Live“
- 2013: in der Kategorie „Best Live“
- 2013: in der Kategorie „Best Pop“ für Dicolo de cuvinte (mit Alex Velea)
- 2013: in der Kategorie „Best Video“ für Cai verzi pe pereți (mit Alex Velea & Don Baxter)
- 2014: in der Kategorie „Best Live“
- 2014: in der Kategorie „Best Male“ für Dă-o tare (mit Cabron & Guess Who)
- 2014. in der Kategorie „Best Pop“ für Acasă
- 2014: in der Kategorie „Best on Social Media“
- 2014: in der Kategorie „Best Song“ für Acasă
- 2014: in der Kategorie „Best Video“ für Acasă